# 古德溫 (阿肯色州)
古得溫（英語：Goodwin）是位於美國阿肯色州聖弗朗西斯縣的一個非建制地區。該地的面積和人口皆未知。

## 地理
古得溫的座標為34°56′17″N 91°01′15″W / 34.93806°N 91.02083°W，而該地的平均海拔高度為63米（即207英尺）。